# Georg Wagner (Historiker)
Georg Wagner (* 2. Mai 1916 in Wien; † 30. Dezember 1985 in Wien) war ein österreichischer Historiker und Publizist.
Georg Wagner gründete im Jahr 1969 die Gesellschaft „Pro Austria“ an der Österreichischen Nationalbibliothek. Er war Organisator der Symposien „Die österreichische Nation“ (1972) und „30 Jahre 2. Republik“ (1975).

## Schriften
- Österreich. Von der Staatsidee zum Nationalbewußtsein, 1982 (Hg.)
- Österreich. 2. Republik, 2 Bände, 1983/87